# Desplanque Farm Cemetery
Le cimetière « Desplanque Farm Cemetery » est un cimetière de la Première Guerre mondiale situé à La Chapelle-d'Armentières (Nord).

## Victimes
| Pays        | Victimes |
| ----------- | -------- |
| Royaume-Uni | 47       |
| Australie   | 8        |
| Total       | 55       |